# Wilmot (Ohio)
Wilmot – wieś w Stanach Zjednoczonych, w stanie Ohio, w hrabstwie Stark.